# My Own Grave
My Own Grave är ett death metalband från Sundsvall som ursprungligen spelade death/thrash metal.
Bandet bildades 2001 av Anders Härén (gitarr), Max Bergman (bas) och John Henriksson (trummor). År 2002 anslöt Stefan Kihlgren som gitarrist. Under bandets tidigare år skötte Ramin Farhadian Langroudi skrikandet. Efter tre inspelade demos så byttes Ramin ut mot bandets nuvarande sångare Mikael "Aron" Aronsson.
Bandet har släppt fyra fullängdsalbum och en EP.
Efter en europaturné under vinter/våren 2010 beslöt sig Stefan Kihlgren för att sluta i My Own Grave. Efter några månader annonserade bandet Stefans ersättare - Lars Westberg.

## Medlemmar
Nuvarande medlemmar
- Max Bergman – basgitarr, bakgrundssång (2001– )
- John Henriksson – trummor (2001– )
- Anders Härén – gitarr, bakgrundssång (2001– )
- Mikael Aronsson – sång (2003– )
- Lars Westberg – gitarr (2010– )

Tidigare medlemmar
- Stefan Kihlgren – gitarr (?–2010)
- Ramin Farhadian – sång (2001–2003)

## Diskografi
Demo
- 2001 – New Path / Same Path
- 2002 – Dissection of a Mind
- 2003 – Blood and Ashes
- 2004 – Progression Through Deterioration

Studioalbum
- 2006 – Unleash (Karmageddon Media)
- 2009 – Necrology (Pulverised Records)
- 2010 – Unleash - Extended & Remastered (Pulverised Records)

EP
- 2006 – Unholy Limited Edition
- 2007 – Unholy (digipac, Pulverised Records)